# دیوید والاس (فیزیکدان)
سر دیوید جیمز والاس، انجمن سلطنتی ادینبورگ، آکادمی سلطنتی مهندسی (متولد ۷ اکتبر ۱۹۴۵) یک فیزیکدان و دانشگاهی انگلیسی است. وی از سال ۱۹۹۴ تا ۲۰۰۵ معاون علمی و رئیس دانشگاه لفبور و و رئیس کالج چرچیل، کمبریج از سال ۲۰۰۶ تا ۲۰۱۴ بود.

## سنین جوانی و تحصیل
والاس در ۷ اکتبر ۱۹۴۵ به دنیا آمد. وی در دبیرستان هاوک در هاویک، مرزها، اسکاتلند تحصیل کرد و به دانشگاه ادینبورگ رفت و در آنجا موفق به کسب مدرک فیزیک و دکترای نظریه ذرات ابتدایی، زیر نظر پیتر هیگز شد.

## حرفه
پس از کار تحقیقاتی پسادکترا به عنوان یک بورس تحصیلی هاکس در دانشگاه پرینستون، والاس در سال ۱۹۷۲ مدرس فیزیک در دانشگاه ساوت همپتون شد.
در سال ۱۹۷۹ او استاد تیت فیزیک در دانشگاه ادینبورگ شد. وی در سال ۱۹۸۰ موفق به کسب مدال و جایزه جیمز کلرک ماکسول شد. او مدیر مرکز محاسبات موازی ادینبورگ (EPCC) شد و در سال ۱۹۹۶ برای کار محاسباتی خود نشان امپراتوری بریتانیا را دریافت کرد.

## شخصی
همسر او، الیزابت است و یک دختر به نام سارا دارد.